# Село имени Назарбекова Айтбая
Имени Назарбекова Айтбая (каз. Назарбеков Айтбай  атындағы ауыл, до 199? г. — Жасулан) — село в Мойынкумском районе Жамбылской области Казахстана. Входит в состав Кызылталского сельского округа. Код КАТО — 315639400.

## Население
В 1999 году население села составляло 715 человек (364 мужчины и 351 женщина). По данным переписи 2009 года в селе проживало 395 человек (202 мужчины и 193 женщины).